# Chartreuse de Buonluogo
Ne doit pas être confondu avec la Chartreuse d'Eymeux appelée aussi Bonlieu
La chartreuse Notre-Dame de Buonluogo, parfois francisé en Bonlieu, est un ancien monastère de moniales chartreuses, situé à Castagnole Piemonte, à vingt kilomètres à l'est de Pignerol, dans la province de Turin, en Italie.

## Histoire
Le monastère des moniales chartreuses de Buonluogo est fondé vers 1223 par Gualtiero ou Galterio Folgore di Piossasco, seigneur de Castagnole et Scalenghe. Les seigneurs de Scalenghe sont considérés comme les fondateurs de Buonluogo. La chartreuse dépend de la chartreuse masculine de Montebenedetto, à Villar-Fouchard, dans le Val de Suse. 
La chartreuse reçoit en 1237 un domaine à Bricherasio, par la famille d’un frère de la communauté, puis un autre à Belmonte à Busca, où des filiales sans autonomie sont établies, avec néanmoins une prieure à leur tête. 
La communauté de Buonluogo fonde la chartreuse de Mombracco en 1282, sur un domaine donné à la prieure de Belmonte di Busca en 1274, par Sinibaldo de Bagnaria. 
En 1285, il y a dix-sept moniales à Buonluogo.
Ces quatre maisons fonctionnent ensemble et sont interdépendantes les unes des autres. Buonluogo est comme la maison principale, ou maison-haute, les deux autres maisons de  Bricherasio (italien : certose di Molare di Bricherasio) et de Belmonte correspondent à des maisons basses ou correrie. La communauté de Buonluogo paie une rente annuelle aux communautés de Brischerasio et de Montbracco. 
On peut assimiler Bricherasio, au modèle agricole de la grange monastique, dont elle réalise l'activité agricole-pastorale traditionnelle, comme le montre la répartition entre terre arable, vignoble et bois, des biens qui lui appartiennent.
Cette communauté trop dispersée souffre d'un grand manque de ressources et de recrutement. Il n’y a pas de noyau dur formé par des religieuses expérimentées, et le maillage cartusien dans cette région est trop faible pour pouvoir encadrer et guider les nouvelles moniales. Les moniales abandonnent Belmonte vers les années 1280. Une partie des religieuses de Belmonte rejoint Buonluogo et une partieBrischerasio , rendant ainsi le monastère chartreux de Mombracco dépendant de Buonluogo. L'augmentation du nombre de membres de la communauté monastique, plutôt que de leur donner une nouvelle vigueur, contribue en quelque sorte à l'aggravation de la situation économique.
Le chapitre général de 1303 entérine le transfert de Buonluogo, de Montbracco et de Brischerasio sous la juridiction des cisterciens de l'abbaye de Casanova pour éviter la disparition à laquelle la pauvreté semblait les condamner. Le couvent est transféré à Chieri en 1597.
Cet acte marque le déclin rapide et la disparition définitive des chartreuses de la région de Pinerolo. Une autre chartreuse aurait dû être construite près de Pinerolo, si les dispositions testamentaires de Thomas II de Savoie, qui a laissé à ses héritiers la tâche de construire une maison pour les chartreux « dans la vallée de Sablonis supra Pinarolium »  avaient pris effet.
Le 29 mars 1324, Philippe, prince de Savoie-Achaïe, achète aux cisterciens de l'abbaye de Casanova, la maison de Molare di Bricherasio qui est transformée en une sorte de  motte castrale, puis en ferme spécialisée dans la production de vin et de fourrage. Après 1335, les vignobles de Nebbiolo et les prairies de Molare  sont concédées à des particuliers, avec lesquels des accords sont  conclus. Un incendie la ravage en 1340-41 puis elle est reconstruite. À partir de 1343, Molare est louée dans son ensemble avec des contrats de trois ans ou quatre ans, tandis que les rentes sont accordées d’abord  au bénéfice de Thomas, frère du nouveau prince. En 1360, Amédée VI de Savoie reprend les domaines des princes d'Achaïe et en 1363 confirme les Cacherano, nouveaux seigneurs du territoire de Bricherasio qui sont en possession du Molare  seulement à la fin du XIVe siècle. Dans les archives du  XVIe siècle, Molare continue d'être considérée comme une rente prédiale et est également répertorié comme possession des Cacherano "al Molar", ainsi que dans l'ancien cadastre napoléonien .
En 1598, le pape Clément VIII autorise deux moines à se rendre au couvent de Buonluogo pour travailler les champs avec l'aide de la population locale; Il devient une grange monastique, en italien : „ cascina monastero “, confiée d'abord aux chartreux puis aux cisterciens, depuis 1633 le monastère s’appelle donc Cascina Monastero où il y avait des cultures d'encens et de menthe. Les moines y restent jusqu'en 1861, année au cours de laquelle, à la suite de l'unification de l'Italie, le roi a émis un arrêté royal qui établit la vente des biens du clergé, au profit du royaume d'Italie. La chapelle est désacralisée .

## Prieure
- 1237 :  Alaisina di Folgore, fille du fondateur